# Tomiri
Tomiri, chiamata anche Tomiris o Tomiride (in greco antico: Τόμυρις?, Tomyris; fl. VI secolo a.C.), è stata, nel VI secolo a.C. una regina dei Massageti, popolo iranico stanziato in Asia centrale ad est del mar Caspio.
È menzionata da vari scrittori antichi, tra cui il primo è Erodoto. Sue menzioni si trovano in Strabone, Polieno, Paolo Orosio, Cassiodoro, Giordane (in De origine actibusque Getarum, Sulle origini e le gesta dei Goti).
Dante la cita nella prima cornice del Purgatorio con il nome di Tamiri come esemplificazione della punizione della superbia di Ciro il Grande.

## Uccisione di Ciro il Grande

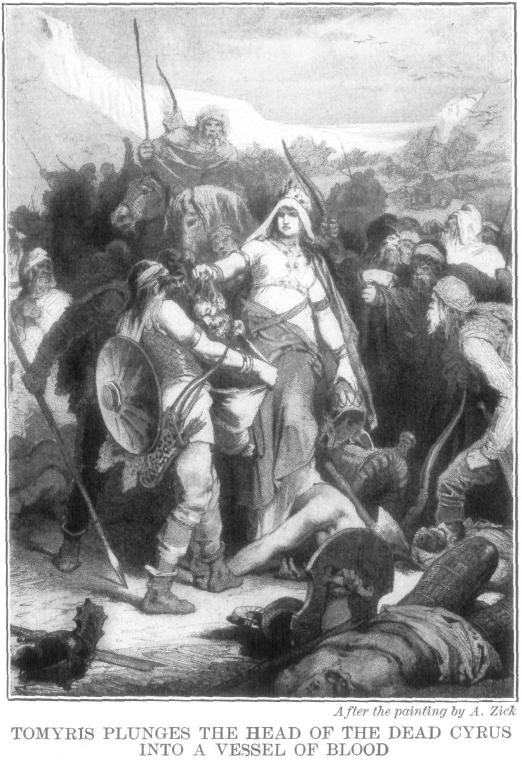
"Tomiride immerge nel sangue la testa di Ciro", da Alexander Zick.

È famosa per aver sconfitto e ucciso l'imperatore persiano Ciro il Grande quando invase il suo paese per cercare di conquistarlo.
Secondo le narrazioni degli storici classici l'ambizioso Ciro fu sconfitto subito nel primo attacco ai Massageti e fu costretto a battere in ritirata. I suoi consiglieri gli suggerirono di tendere un trabocchetto alle orde scitiche che lo inseguivano: i Persiani lasciarono un accampamento apparentemente abbandonato, fornito di abbondante provviste di vino. Gli Sciti, da pastori quali erano, conoscevano quali uniche bevande il latte e lo yogurt. Non erano quindi abituati al vino, anche se conoscevano invece gli effetti dell'uso di hashish. Questo fece sì che si ubriacassero immediatamente. I Persiani ne approfittarono per attaccarli e massacrarli; nella battaglia i persiani presero prigioniero Spargapise, figlio di Tomiri e generale dell'esercito che, dopo la cattura, si suicidò.
Tomiri mandò un messaggio a Ciro, sottolineando la vigliaccheria del gesto e sfidandolo in una battaglia vera. I Persiani accettarono ma ne uscirono di nuovo sconfitti con molte perdite: Ciro stesso fu ucciso e Tomiri dopo la battaglia ne cercò il cadavere, dopo aver pronunciato le parole (riportate da Paolo Orosio negli Historiarum adversos paganos libri VII) satia te sanguine, quem sitisti  ("saziati del sangue di cui fosti assetato, e del quale sempre rimanesti insaziabile") gli immerse la testa in un otre di sangue, lo decapitò e ne oltraggiò il corpo in vari modi. Si narra che poi mantenne per sé la testa del sovrano ucciso e la usò come coppa per il vino per tutta la vita.

## Ricezione
La storia di Tomiride ha alimentato molti racconti folcloristici in Asia Centrale e Persia.
Ma la vicenda è stata recepita anche in occidente: nel ciclo di affreschi del Maestro del Castello della Manta nella sala del Castello della Manta e da artisti come Andrea del Castagno (nel Ciclo degli uomini e donne illustri affrescato nella Villa Carducci di Legnaia, ora conservato agli Uffizi), Peter Paul Rubens, Francesco Allegrini, Luca Ferrari, Mattia Preti, Gustave Moreau, Antonio Pellegrini e lo scultore Severo Calzetta da Ravenna.
Il suo nome è stato anche adottato in zoologia per il gruppo di specie Tomyris dei Lepidoptera dell'Asia centrale.

## Toponimi ed esonimi
Giordane riferisce pure che dal suo nome proprio di persona proviene il toponimo Tomis, la città da lei fondata, corrispondente all'attuale Costanza in Romania.
L'asteroide 590 Tomyris prende nome dalla regina.

## Nella cultura di massa
- Tomiri è il leader della civiltà scita in Sid Meier's Civilization VI, uscito nel 2016.
- Nel film Tomiris - Principessa guerriera (Tomiris) del 2019, diretto da Aqan Sataev, la regina è interpretata da Älmira Tūrsyn.[6]